# Colbertisme

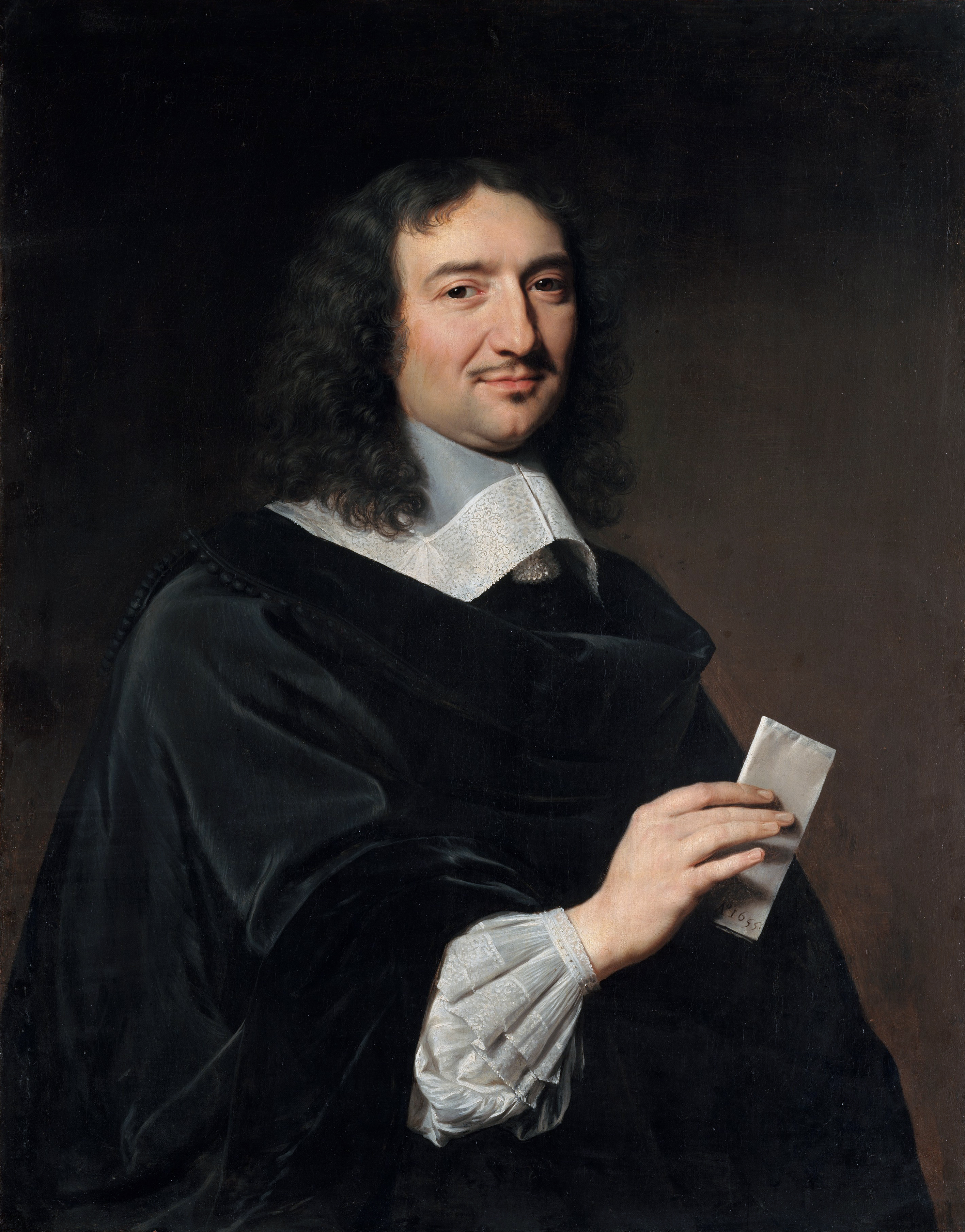
Colbert, par Philippe de Champaigne (1655).

Le colbertisme est une doctrine économico-politique du XVIIe siècle. Elle correspond à la variante française du mercantilisme, ancienne doctrine économique des XVIe et XVIIe siècles fondant la richesse des États sur l'accumulation des réserves en or et en argent. 
Bien que de nombreuses formes de « colbertisme » datent d'avant Jean-Baptiste Colbert, le nom du  ministre d'État et contrôleur général des finances de Louis XIV reste associé à cette doctrine pour l'avoir systématisée et appliquée dans la France de la fin du XVIIe siècle.
La plupart des historiens s'accordent pour voir dans le « colbertisme » davantage un ensemble de pratiques économiques qu’un véritable courant de pensée économique. Pour autant, le « dessein » et la « volonté » colbertistes ont eu une influence profonde sur la pensée économique française. Même concurrencés par la physiocratie au XVIIIe siècle, puis par le libéralisme économique, les principes colbertistes demeurent profondément associés à la définition du rôle de la nation (en politique), de l'État (en économie) et de certaines branches de l'activité nationale (secteur du luxe en particulier avec l'action depuis 1954 du comité Colbert fédérant la plupart des sociétés françaises du secteur).

## Doctrine
Sur un plan économique et politique, le colbertisme est une doctrine apparue au XVIIe siècle. Il est assimilé à la doctrine du mercantilisme. Son nom tient son origine de son créateur, Jean-Baptiste Colbert, contrôleur général des finances de Louis XIV, qui a systématisé et appliqué cette doctrine en France dès la fin du XVIIe siècle. Le colbertisme prend ses sources dans un principe : l'influence et la grandeur d'un État sont proportionnelles à ses ressources en métaux précieux.
L'objectif de l'État doit donc être d'obtenir ces ressources en menant une politique dirigiste et protectionniste dans le but de contrôler toutes les activités économiques du pays, et notamment le commerce qui dépasse les frontières de l'État. Le maître mot du colbertisme est donc le développement de l'industrie et du commerce extérieur.

## Le colbertisme avant Colbert (XVIesiècle)
Le mercantilisme français est plus pragmatique que le mercantilisme anglais, selon un chercheur français. Aux questions « d'où vient la richesse nationale ? » et « quelle production développer pour l'accroître davantage ? », les mercantilistes français répondent unanimement (sauf Sully) : l’industrie.
- Au XVIe siècle, les Valois utilisent pour ce faire les subventions, privilèges, recrutements de main d'œuvre, appels aux étrangers, manufactures du Roi, protection douanière.
- Sous Henri IV, Sully – mercantiliste mais agrarien et ennemi du luxe – est moins écouté que Barthélemy de Laffemas, auteur d'une Histoire du Commerce à la gloire de l'œuvre industrielle du Roi.
- Antoine de Montchrestien, créateur du concept d'économie politique, affirme que « tous les pays qui ont richesse ont industrie ».
- Richelieu développe la dimension internationale en fondant les premières « compagnies coloniales »[2]

## Colbert (XVIIesiècle): l'Ordre et le Progrès
Colbert est à la fois « classique » dans son dessein et sa volonté d'ordre, et « moderne » dans ses normes.

### L'ordre, un dessein classique
Colbert manifeste une volonté d'ordre[réf. nécessaire] dans les finances, la monnaie, les corporations, les fabrications.

### Le progrès industriel, une idée moderne
Colbert entend impliquer toutes les forces de la Nation : Hommes, techniques et capitaux. Pour que cet effort de modernisation puisse se faire, il met en place :
- un protectionnisme qualifié « d'éducateur » et exclusivement industriel ;
- l'octroi de subventions à l’exportation ;
- la mise en place de commandes publiques ;
- un développement extrêmement contrôlé des colonies entièrement dépendantes de la métropole.

### La Valeur-Qualité
À l'époque du Grand Siècle français, il entend développer un climat où la qualité est reine.
- développement des industries du luxe (métiers d'art, textiles, verreries[4], dentelles, soies et velours…) ;
- révision des normes de qualité : l’objet vaut par ce qu'il est ;
- Versailles et sa cour – dont l'entrée est quasiment libre – reçoivent les dignitaires de tous pays et contribuent à diffuser le style classique français.

Colbert transforme la logique mercantiliste d’accumulation de métaux précieux en une organisation de l’État.
Les soutiens apportés à l’industrie française par l'État (dont les manufactures) ne sont pas conçus pour durer éternellement : l’objectif est que les entreprises acquièrent un savoir-faire et une taille suffisante (qui entraîne des économies d’échelle) pour leur permettre de devenir compétitives face aux principales concurrences de l'époque, anglaises et hollandaises.

### Limites du colbertisme de Colbert
Colbert n'est pas un théoricien de l'économie et s'il rédige nombre de rapports, mémoires et ordonnances, il n'est pas un novateur, puisque les idées du « colbertisme » sont déjà présentes dans son siècle. S'il s'efforce de diriger une économie, l'œuvre de Colbert ne correspond pas à un étatisme efficace ou la mise en place d'une nation industrielle, et encore moins celle d'un socialisme d'État[réf. nécessaire]. Colbert ne lutte pas contre les clans financiers car il n'y trouve pas d'intérêt, les difficultés créées par les intendants ou encore les rigidités du système agricole[source insuffisante].

## Néocolbertisme
Le néocolbertisme est une réactualisation du colbertisme. En France, il est surtout défendu par des personnalités politiques, alors que certains économistes dénoncent son « vide doctrinal ».